# Komorniki (gromada w powiecie lubińskim)
Komorniki – dawna gromada, czyli najmniejsza jednostka podziału terytorialnego Polskiej Rzeczypospolitej Ludowej w latach 1954–1972.
Gromady, z gromadzkimi radami narodowymi (GRN) jako organami władzy najniższego stopnia na wsi, funkcjonowały od reformy reorganizującej administrację wiejską przeprowadzonej jesienią 1954 do momentu ich zniesienia z dniem 1 stycznia 1973, tym samym wypierając organizację gminną w latach 1954–1972.
Gromadę Komorniki z siedzibą GRN w Komornikach utworzono – jako jedną z 8759 gromad na obszarze Polski – w powiecie lubińskim w woj. wrocławskim, na mocy uchwały nr 20/54 WRN we Wrocławiu z dnia 2 października 1954. W skład jednostki weszły obszary dotychczasowych gromad Komorniki, Tarnówek, Trzebcz i Guzice ze zniesionej gminy Polkowice w powiecie głogowskim w woj. zielonogórskim oraz obszar dotychczasowej gromady Barszów ze zniesionej gminy Rudna w powiecie lubińskim w woj. wrocławskim. Dla gromady ustalono 13 członków gromadzkiej rady narodowej.
31 grudnia 1961 gromadę zniesiono, a jej obszar włączono do gromad: Polkowice (wsie Komorniki, Żuków, Damówka, Tarnówek, Guzice i Trzebcz) i Rudna (wieś Barszów) w tymże powiecie.